# 關係子句
關係子句（英語：relative clause），又叫关系分句或定语从句，是关系词（英語：relative word）引导的子句，其句法功能主要是做名词的定语，但也可以起其他作用，如相当于状语从句等。
在不同的語言中，關係子句可透過不同的方式來構造，像在英語等許多歐洲語言中，關係子句是透過關係代名詞（英語：relative pronoun）這一類特殊的代詞來構造的；在日語、滿語等一些東北亞語言中，關係子句可透過主動詞的詞形變化來構造；像希伯來語等一些語言則可透過所謂的關係詞來構造關係子句；此外，有些語言則可直接藉由語序來構造關係子句。另像英語等一些語言則可透過不只一種方法來構造關係子句。

## 类型

### 一般关系子句和名词性关系子句
一般关系子句（英語：bound relative clause）是最常见的关系子句。一般关系子句修饰一个名词或名词短语，被修饰的内容称为先行词，引导关系子句的词称为关系词（英語：relative word），同时关系词指代先行词并在关系子句中担当一定的句法功能。例如：
- This is the book which interests me.（“which interests me”是关系子句，修饰先行词“book”，而关系词“which”指代先行词“book”并在关系子句中充当主语。即这句话可以拆分为两个句子：“This is the book.”和“The book interests me.”）

此外，一般关系子句还有嵌入式关系子句（英語：embedded relative clause）、双重关系子句（英語：double relative clause）等特殊类型。
名词性关系子句（英語：nominal relative clause）又称自由关系子句（英語：free relative clause）。名词性关系子句在结构上不含有先行词，它的关系词同时扮演了关系词和先行词的角色，因此名词性关系子句的关系词又叫缩合连接代词。例如：
- I like what I see.（“what I see”是名词性关系子句，它没有修饰的先行词，与此同时缩合连接代词“what”则直接充当了“like”的宾语。）

### 限制性关系子句和非限制性关系子句
关系子句有限制性关系子句（英語：restrictive relative clause/defining relative clause）和非限制性关系子句（英語：non-restrictive relative clause/non-defining relative clause）之分。限制性关系子句起限定作用，修饰特定的名词或名词短语；而非限制性关系子句只起补充说明某种信息的作用。例如：
- The government which promises to cut taxes will be popular.（限制性关系子句，指任何一个减税的政府）
- The government, which promises to cut taxes, will be popular. （非限制性关系子句，补充说明（现任的）政府的情况）
- There were very few passengers who escaped without serious injury. （限制性关系子句，指逃出来的乘客大多受了伤）
- There were very few passengers, who escaped without serious injury. （非限制性关系子句，指游客人数本来就很少，这些游客都逃了出来且没有受伤）

### 其他分类
目前，语言学家发现了以下类型的关系子句：
1. 前置关系子句（英語：pre-head relative clauses）
2. 后置关系子句（英語：post-head relative clauses）
3. 同位关系子句（英語：appositive relative clauses）
4. 中心词内置关系子句（英語：head-internal relative clauses）
5. 双中心词关系子句（英語：double-headed relative clauses）
6. 无中心词关系子句（英語：headless relative clauses）
7. 关联关系子句（英語：correlative clauses）
8. 量关系子句（英語：amount relative clauses），也叫最大化关系子句（英語：maximalizing relative clauses）

## 关系子句的构造方法
不同的语言在构造关系子句时主要有以下的不同之处：
1. 先行词在关系子句中的表达方式；
2. 关系子句和主句的结合方式；
3. 先行词和关系子句的位置关系。

下面是部分语言中关系子句（用斜体标示）的构成方法：
- 那個女孩『那』(補語詞)我昨天看見正在打籃球(藉由空缺法（英語：gapping strategy）和補語詞將子句與先行词連接在一起，这在世界語言中非常常見，一說英語的that子句亦是屬此種用法)
- 那個女孩我昨天看見正在打籃球(藉由空缺法構造子句，但先行词和子句間沒有任何連接詞。可見於阿拉伯語修飾非限定名詞的子句中)
- 那個女孩『那』(關係代名詞)我昨天看見正在打籃球(藉由關係代名詞以表明先行词在子句中扮演的角色，英語的who子句和德語、拉丁語、俄語等的子句皆以此法構造)
- 那個女孩被我在昨天看見正在打籃球(縮略形關係子句（英語：reduced relative clause）的一種，在此例中子句呈被動形，此用法為英語其中一種可能的用法)
- 那個女孩『那』(補語詞)我昨天看見她正在打籃球(藉由將補語詞與應代詞連用以表明子句中頭詞角色的用法，可見於阿拉伯語、希伯來語和波斯語等語言中)
- 那個女孩『那』(補語詞)她我昨天看見正在打籃球(和上一種形式相似，唯其應代詞提前，此用法可見於現代希臘語中，亦為現代希伯來語的其中一種可能的用法；其中補語詞『那』和應代詞『她』的組合，使其看起來與關係代名詞類似)
- 我昨天看見『的』那個女孩正在打籃球。(藉由空缺法和用於領屬結構（英語：genitive construction）中的領屬質詞（英語：possessive particle）將子句與先行词連接在一起。此用法即漢語的用法，亦見於一些受漢語影響的語言中)
- 我昨天看見那個女孩正在打籃球。(藉由空缺法和將子句置於先行词前以構造關係子句，可見於日語等語言中)
- 我的昨天看的動作『的』那個女孩正在打籃球。(藉由將子句名詞化來構造關係子句，可見於藏語和土耳其語等語言中)
- 某個女孩我昨天看見那個女孩正在打籃球。(「相互關聯」結構（英語：correlative structure），可見於印地語等語言中)
- 我昨天看見那個女孩正在打籃球(「非縮略、頭詞內嵌（英語：internally-headed）的」關係子句，可見於納瓦荷語等語言中)

## 表明先行词在關係子句中充当成分的方法
有四種方式可表明先行词在關係子句中的充当的成分。這些方法常依其對先行词在關係子句中的縮略度而排列，以下將幾種可能的方法，依其縮略度的高低，由高而低進行排列：
1. 空缺法（英語：Gap strategy）/缺詞關代（英語：Gapped relative clause）
2. 關係代名詞（英語：Relative pronoun）
3. 代詞保留法（英語：Pronoun retention）
4. 非縮略子句（英語：Nonreduction）

### 空缺法
空缺法是构造关系子句最常见的方法。在此法中，关系子句缺少一个成分，而先行词恰好可以充当这个成分，這在英語、漢語和日語等語言中皆是平常的方法，尤其在關係子句前置且基本語序以動詞結尾的語言中更是如此。
关系子句和主句間可能有也可能沒有任何的关系词作为标志存在。(使用有格位標記的關係代名詞的語言，不被認為是空缺法，但因為關係代名詞的格表明了先行词在子句中的角色，故它們實際上是有空缺存在的)而子句中的動詞，其形式往往不同於母句的動詞，且常常出現一些程度的名詞化，就如土耳其語和英語縮略形關係子句的狀況一般。
在泰語和越南語等在語法上有著非常高度禮貌區別的語言之外，非動詞末尾語言一般都傾向將空缺法限制於有較高可及性層級(accessibility hierarchy)的位置之上。在不在代詞上具有禮貌性區別的非動詞末尾語言傾向對斜格性論元和屬格論元等的關係子句使用代詞保留法(英語是個例外，它可對所有的論元使用空缺法，除了"I saw the man who is my friend"之類的句子外，who和其後的東西改成"... who I know"、"... who I gave a book to"、"... who I spoke with"，甚至"... who I run slower than"等，亦是合於英語語法的)。
一般而言，使用空缺法的語言通常不允許對可及性低於某個程度的名詞片語使用空缺法，並會在這時改用其他的方法。像古典阿拉伯語就只將空缺法用於(子句的)主詞上，有時也用於(子句的)直接受詞上，除此之外，在古典阿拉伯語的關係子句中，應代詞的使用是必須的。一些語言對可及性低於某個程度的名詞片語沒有任何的方法可以使用，像在塔加洛語等很多南島語族的語言，頭詞在子句中可處的只能是主詞的位置。在這些語言中，若要讓頭詞在子句中扮演本來「不可扮演」的角色，可透過讓子句處於被動語態等方法，來使頭詞在子句中「扮演」原本其「不能扮演」的角色。若在這些語言中想表達「奈亞子買的電腦遊戲」之意的意思，要使用「被奈亞子買的電腦遊戲」之類的方法來表達。一般而言，此類的語言通常其「所有的」論元都能「被動化」，並藉此法以構造各種的關係子句；另外，空缺法常常但不總是與帶有格位變化的關係代名詞一起使用，像漢語和日語等語言就不使用關係代詞來構造關係子句。

### 關係代名詞法
關係代名詞實際上是空缺法的一個子類，但頭詞在子句中的角色可間接地藉由用以連接子句和母句的標記詞的格位變化等來說明。所有使用關係代名詞的語言，都將關係代名詞置於子句句首，即便置於句尾的關係子句是可想像的，但目前尚未知有語言具有置句尾的關係代名詞。
一些語言具有被描述成「關係代名詞」的成份，但其「關係代名詞」不標明頭詞在子句中的角色。古典阿拉伯語具有帶格位標記的「關係代名詞」，但其「關係代名詞」的格與頭詞的格保持一致，而不是用以標明頭詞在子句中的角色的。嚴格意義上的關係代名詞幾乎只見於印歐語系的語言，且除了凱爾特語族的語言和印度-雅利安语支的語言外，關係代名詞廣佈於印歐語系的語言；此外，因西班牙語的影響之故，像科瑞散語(keresan language)等一小撮的美洲原住民語言也出現了關係代名詞的用法。

### 代詞保留法
在此法中，頭詞在子句中的角色，是藉由在子句中該角色的語法位置上使用一個稱為「應代詞」(resumptive pronoun)的人稱代詞來說明。
代詞保留法可見於很多語言在對子句中可及性處於「不可及」狀態的位置構造關係子句時。在波斯語和古典阿拉伯語中，若頭詞在子句中扮演的角色是主詞和直接受詞以外的多數種類的角色的話，應代詞是必需的，而在間接受詞中則是選用的。應代詞常見於許多非動詞結尾的非洲語言和亞洲語言中，也可見於羅馬尼亞語(像例如"Omul pe care l-am văzut ieri a mers acasă"(其意為「那我昨天看見他的人回家了」)這句就是一個例子)和凱爾特語族語的語言中。此種用法亦見於英語的某些「深層嵌入」的句子中，像That's the girl that I don't know what she did(意即「那是我不知道她做了些什麼的那個女孩子」)這句就是英語的一個例子。，儘管這有時不被認為是標準的用法。
只有少數的語言才會將代詞保留法做為構造關係子句的唯一方法，而約魯巴語是其中最為人所知者。

### 子句非縮略法
和其他數種不同，在子句非縮略法中，頭詞是以「完整的名詞片語」的形式出現在具有完整獨立形式的子句中的。一般而言，在此法中頭詞縮略或消失的是主句。一些語言將此種關係子句放在頭詞之後，如一般的句子般，此種關係子句又稱所謂的「頭詞內嵌」式的關係子句，這就好比是說「[你在那裡看見那些女孩]是慧心小學女籃社社員」或「教練帶[你在那裡看見那些女孩]練籃球」一般。此種關代用於納瓦荷語(納瓦荷語和一些美洲原住民語言一樣使用所謂的「關係動詞」)等一些語言中。
另一種則是所謂的「相互關聯」式的結構，這種結構可見於印地語等一些印度－伊朗语族的語言，亦可見於班巴拉語中。這種結構就好比是說「你在街上看見某個女孩，她是慧心小學女籃社的成員」或「真尋用某把叉子攻擊奈亞子，奈亞子很害怕那把叉子」之類的。這結構被稱為「相互關聯的」，因它使用代詞組「某個……他/她/它……」或指示詞組「某個……那個……」的結構來表明兩者是等同的。要注意的是，其頭詞在主句中可重複出現，或變為一個代詞。另要注意的是，此種語言中不需要將頭詞前置，和其他的一些語言不同。
一些義大利語方言等一些歐洲語言的方言，也使用非縮略子句來構造關代，其結構直譯成漢語，大略可成為「那些女孩剛剛經過那裡，她們和男籃社社員比籃球」這類的句子中出現的結構。
然而一般而言，非縮略子句僅見於動詞結尾的語言中，並較常見於中心語標記(head-marking languages)中。

## 將子句與主句連結起來的各種策略
以下為幾種常見的、將主句與子句連結起來的策略：
- 將一個沒有詞形變化的質詞(或說是一個補語詞(complementizer))置於句中被修飾的名詞旁，而子句則置於另一旁。此做法非常常見，有一說認為英語的that亦屬此法，但這說法有爭議。現代阿拉伯語使用此法。
- 使用關係代名詞。關係代名詞一般與頭詞的性、數、限定性和有生性等保持一致，但其格則為頭詞在子句中扮演的角色所用的格，而非頭詞在母句中所扮演的角色所用的格。在很多較保守的歐洲語言，像拉丁語、德語和俄語中皆是如此。一些語言也有著和頭詞保持一致，但不表明頭詞在子句中格位的「關係代詞」存在。像英語who和which間的區別，就是頭詞有生性的區別，但除了正式用法中的who和whom外，這些關係代名詞不表其頭詞在子句中的格位。相似地，在古典阿拉伯語中，亦有一個和頭詞的性、數、限定性與格(而非表明其在子句中角色的格位)保持一致的關係代詞存在，使用原型關係代名詞的語言，因關係代名詞透過格來標明頭詞在子句中的角色之故，是透過空缺法來表明頭詞在子句中的角色的。(古典阿拉伯語，因其關係子句的格不是這樣用的緣故，因此它使用應代詞。)一些語言學家偏向將「關係代名詞」的稱呼，用於那些使用原型關係代名詞的語言之上(但在這種狀況下，對非原型關係代名詞的狀況則未必有合適的稱呼存在)。
- 直接將子句置入母句中適當的位置，此種用法常見於英語中(如The girl I saw yesterday is playing basketball一例)，亦在古典阿拉伯語中用以修飾非限定的名詞。
- 將子句名詞化。一般而言，在此法中不使用補語詞或關係代詞。此用法出現在英語的縮略形關係子句中(如"The girl seen by me yesterday is playing basketball"或"The girl playing basketball is an elementary school student"等例)。正式的德語常使用種關係子句，而如此構造的句子可能會非常长。此法亦是土耳其語中常用的方法，在土耳其語中有結構相當於「我吃了Hasan的給Sina的馬鈴薯」這樣結構的句子存在。應當要注意的是，在英語的此類用法中，「補語詞」可被視為附著在動詞上的-ing或-ed後綴。

## 頭詞和關係子句的相對位置
關係子句相對頭詞的位置，與語言學上更廣的分支(branching)的觀念相關。將關係子句放在頭詞後的語言，亦常將形容詞或屬格等放在其修飾的名詞後，也常將受詞放在動詞後，法語、西班牙語和阿拉伯語皆為此類語言的代表；而將關係子句放在頭詞前的語言，亦常將形容詞或屬格等放在其修飾的名詞前，也常將受詞動詞前，日語、土耳其語和滿語皆為此類語言的代表。但不是所有的語言都完全遵循此規律，像英語和漢語皆為非典型的例子，漢語的受詞在動詞後，但關係子句、形容詞等其他多數的修飾語卻通常置於其修飾的詞之前；英語儘管關係子句在名詞後，但其形容詞通常置於名詞前，屬格亦可出現在名詞之前或之後。
關係子句在不同語言中可能的位置如下：
- 關係子句在頭詞後方，像英語、法語、阿拉伯語等語言即為其例
- 關係子句在頭詞前方，像漢語、日語、滿語、土耳其語等語言即為其例
- 頭詞在關係子句「裡頭」(「頭詞內嵌」型關係子句)，其中一個例子是納瓦荷語。這些語言具有所謂的非縮略關係子句，它們有相當於「[我昨天看見那個女孩]正在打籃球」的結構存在。
- 疊加式關係子句(Adjoined relative clause)。這些語言其關係子句完全在主句外，並用相關結構來連結兩者。這些語言亦是使用非縮略關係子句的。印地語是其中最為人所知的例子，並有著類似「[某個女孩我昨天看見]那個女孩正在打籃球。」的結構存在。另一個使用此法的例子為瓦尔皮利语，它有著相當於「[那個女孩我昨天看見]她正在打籃球。」的結構存在。然而，有時有些人認為這些語言完全沒有關係子句存在，因為用此種結構的語言其句子往往可同等地翻譯成「我昨天看見的那個女孩正在打籃球。」或「我昨天看見一個女孩，當時那個女孩正在打籃球。」之類的。

## 關係子句論元的可及性層級(Accessibility hierarchy)
關係子句的先行詞(antecedent，即前面提及的頭詞)在理論上可以是主句的主詞、先形詞或其他任何的動詞論元(verb argument)；然而在許多語言中，先行詞在關係子句中所能扮演的角色是有限制的，尤其在高度中心語後置(head-final)、修飾詞附標(dependent-marking)且關係子句在其所修飾的名詞之前的語言中更是如此。
愛德華‧L‧基南和伯纳德·科姆里注意到有個跨語族的(cross-linguistically)、由可及性最高到可及性最低排列的可及性順序，該順序如下所示：
(最高可及性)主詞 > 直接受詞 > 間接受詞 > 補語論元 > 領屬名詞(genitive) > 比較級受詞(最低可及性)
作─通格語言則有類似的順序存在：
(最高可及性)通格論元(表及物動詞受詞/不及物動詞主詞的論元) > 作格論元(表及物動詞主詞的論元) > 間接受詞 > 補語論元 > 領屬名詞(genitive) > 比較級受詞(最低可及性)
以上的順序又叫可及性層級(accessibility hierarchy)。若一個語言其關係子句的頭詞在子句中可扮演可及性較低的論元所代表的角色，則其必可在子句中扮演可及性較高的論元所代表的角色，如一個語言若其頭詞可在子句中扮演直接受詞的格所標明角色的語言，其頭詞也必可在子句中扮演主詞的角色，但反過的關係來卻不一定成立，如在马拉加斯语中，頭詞只能在子句中扮演主詞的格所標明的角色；而在楚科奇語中，頭詞只能在子句中扮演通格所標明的角色；而在巴斯克語中，頭詞可在子句中扮演能由作格、通格或間接受詞的格所表明的角色，但不能扮演其他的角色。亦已有人提出像代詞返身(pronominal reflexes)等亦有相似的層級存在。
漢語的頭詞可在關係子句中扮演上述可及性層及中的多數位置的角色。以下為一些範例：
| 論元位置 | 例句                                                         |
| -------- | ------------------------------------------------------------ |
| 主詞     | [間接害死努爾哈赤父親與祖父的]是尼堪外蘭                     |
| 直接受詞 | [努爾哈赤發佈的]七大恨宣告了後金與明朝的正式決裂             |
| 間接受詞 | [清太祖努爾哈赤賜予巴克什頭銜的]其中一人為滿文創製者額爾德尼 |
| 補語論元 | 薩爾滸是[努爾哈赤大敗明朝軍隊的]地方                         |

其他範例如下：
| 論元位置 | 例句                                                                              |
| -------- | --------------------------------------------------------------------------------- |
| 主詞     | [得出{\displaystyle e^{i\pi }+1=0\,}這條等式的]是萊昂哈德·歐拉                    |
| 直接受詞 | [ 庫特‧哥德爾證明的]哥德爾不完備定理破壞了希爾伯特計劃的企圖                      |
| 間接受詞 | [ 國際數學家大會給予格里戈里·佩雷尔曼的]菲爾茲獎獎項最後沒有被領取                |
| 補語論元 | {\displaystyle x=0}是[絕對值函數{\displaystyle f(x)=\|x\|}中連續但不可微的]地方。 |

子句頭詞不能扮演較低可及性論元角色的語言可藉由語態將相關論元給「抬升」成子句中頭詞可扮演的論元，其中最常見者，即是可「抬升」補語論元至核心論元的應動語態，而楚科奇語等一些語言亦可藉由在子句使用反被動語態(antipassive voice)等語態以將作格論元等其他核心論元的語義給「抬升」成通格等子句中頭詞唯一可扮演的論元之中的方法來構造關係子句。這些語言可藉由被動語態之類的方法來構造含義相同的句子，在頭詞在關係子句中能扮演的角色受嚴格限制的語言往往都是能幾乎對所有的論元位置進行「被動化」的語言，也因此那些看起來很怪甚至難以理解的用法，在此類的語言中是平常的，其中一個範例可見下方塔加洛語的部份。
現代的語法學家可能會用類似的可及性層級來排列結構，像在主詞驅動句構造文法(Head-Driven Phrase Structure Grammar)中，其層級與subcat列表的元素的順序相合，且與解釋事實的其他元素相互互動。
在詞彙功能語法亦可見之，在其中此種層級被稱作語法階(Syntactic Rank)或關係層級(Relational Hierarchy)

## 範例

### 印歐語系

#### 英語
在英語中，關係子句置於其所修飾的名詞後，一般英語的關係子句藉由置於子句開頭的關係代名詞來標明，而有時亦僅僅藉由語序來標明。若關係代名詞在子句中為動詞受詞，它出現在子句的開頭，而非受詞在主句中慣常出現的位置，因此要表「桐乃是黑貓昨天遇見的那個女孩子」之意，在英語中用Kirino is the girl who(m) Kuroneko met yesterday，而非Kirino is the girl Kuroneko met who(m) yesterday。
英語關係代名詞的選用，取決於其頭詞所指稱的是人類或非人類、關係子句為限制性子句或限制性子句，以及頭詞在關係子句中扮演的角色(如主詞、直接受詞或補語等)等各種因素。
- 若頭詞指稱的對象是人類，通常用who、whom或that等關係代名詞，如Kirino is the girl who met kuroneko yesterday(意即「桐乃是昨天遇見黑貓的那個女孩子」)、Kirino is the girl who(m) Kuroneko met yesterday(意即「桐乃是黑貓昨天遇見的那個女孩子」)和Kirino is the girl that Kuroneko met yesterday(意即「桐乃是黑貓昨天遇見的那個女孩子」)等句皆為其例；但當頭詞指稱的不是人類時，則只用that或which，像The Cantor set is a perfect set that has measure zero but is uncountable(意即「康托集是一個測度為零但不可數的完美集」)即為其例。

- 若頭詞指稱的對象非人類，且子句為非限制子句(Non-restrictive clause)，則使用which，如The tree, which has fallen, is over there(意即「那棵倒下的樹在那裡」)即為其例；若頭詞指稱的對象非人類，且子句為限制子句(Restrictive clause)，則that或which皆可使用(儘管有些規範語法要求限定子句的狀況必須使用that)，如The tree which has fallen is over there(意即「那棵倒下的樹在那裡」)或The tree that has fallen is over there(意即「那棵倒下的樹在那裡」)即為其例。

- 在較正式的用法中，who用於頭詞在關係子句中的角色為主詞時(像Kirino is the girl who met kuroneko yesterday(意即「桐乃是昨天遇見黑貓的那個女孩子」)這句就是其例子)；而whom用於頭詞在關係子句中的角色為受詞或前帶介詞的詞時(像Kirino is the girl whom Kuroneko met yesterday(意即「桐乃是黑貓昨天遇見的那個女孩子」)和Kirino is the girl with whom Kuroneko frequently argues(意即「桐乃是黑貓常與之爭論的那個女孩子」)這兩句即為其例)；但在非正式的用法中，whom常以who取代。

在英語和法語等一些語言中，非限制關係子句由逗號分隔，但限制子句則否，限制關係子句縮減指稱的範圍，非限制的則否：
- We saw two puppies this morning: one that was born yesterday, and one that was born last week. The one that was born yesterday is tiny.(意即「我們早上看見兩隻小狗，其中一隻昨天出生，另一隻上星期出生，昨天出生的那隻很小」，此句為限制關係子句，此處之that亦可改用which)
- We saw a puppy and a kitty this morning. The puppy, which was born yesterday, was tiny.(意即「我們早上見到一隻小狗和一隻小貓，那隻小狗很小，牠是昨天出生的。」，此句為非限制關係子句)

並不是所有人都同意that做為關係代名詞的狀態的。傳統語法將that視為一關係代名詞，但並非所有的現代語法家都持同樣的看法，像劍橋英語語法(Cambridge Grammar of the English Language)就將that給視為一從句詞(subordinator)而非關係代名詞(pp. 1056–7)；而英國國家語料庫(British National Corpus)則將that視為一子句連接詞，即使在其做為關係子句開頭時亦然。一個為that尋求不同解釋的動機在於that和which之間有一定的差異性存在(人們可說in which但不能說in that，其他像這樣的例子亦存在著)。

#### 法語
法語的關係代名詞系統，在很多方面與英語的相似，其複雜度亦與英語的相當。
當頭詞在關係子句中的角色為直接受詞時，通常其關係代名詞會使用que，但lequel這個會根據性與數做變化的代詞，在一些時候也會使用，以增加句子含意的準確度。下面的這數句皆可翻譯成「我和他/她我已認識的父親和母親交談」：
J'ai parlé avec son père et sa mère, laquelle (陰性單數形) je connaissais déjà.
J'ai parlé avec son père et sa mère, lesquels (陽性眾數形) je connaissais déjà.
J'ai parlé avec son père et sa mère, que je connaissais déjà.
在第一句中，「我已認識的」這關係子句只能修飾「母親」，在第二句中，「我已認識的」這關係子句同時修飾「父親」和「母親」；而在第三句中，它可只修飾「母親」也可同時修飾「父親」和「母親」。
當頭詞在關係子句中的角色為主詞時，通常其關係代名詞會使用qui，不過就像前面的狀況一般，在這種狀況下亦可使用lequel以增加句子含意的準確度(然將lequel用於主詞的用法比用於直接受詞的用法還來得不常見)。
當頭詞在關係子句中扮演的角色為某事物的所有者，也就是通常使用(前置)介詞de(意即「‧‧‧的」或「來自‧‧‧」)標明的角色時，一般會使用dont這關係代名詞，但這關係代名詞一般不用作被領屬的名詞的限定詞(determiner)。如下所示：
J'ai parlé avec une femme dont je travaille avec le fils. (意即「我和一個女人交談，她的兒子與我共事」，其中)
這結構亦可用在當頭詞扮演的角色為子句中其他以(前置)介詞de標明的角色的狀況下，未必要領屬性的，如下所示：
C'est l'homme dont j'ai parlé. (意即「那是我與之交談的男人」)
此外，在現代法語中，亦可在不取代子句中的任何東西的狀況下做為子句話題的標示，如下所示：
C'est un homme dont je crois qu'il doit très bien gagner sa vie.(意即「他是那個我相信他賺了很多錢的男人」)
若頭詞在子句中扮演的角色是介詞標明的受詞所指出的角色的話，在上述用dont的地方之外，一般會使用lequel這個關係代詞，而當頭詞所指者為人時，亦可用qui這個關係代詞。在此種情況下，介詞總會出現在關係代名詞的前方，而de和à這兩個介詞往往會和lequel分別縮略成duquel和auquel的形式，也分別會和lesquel(le)s縮略成desquel(le)s和auxquel(le)s的形式。

#### 德語
儘管德語是較為高度的屈折語，但德語的關係代名詞系統比英語的還要來得簡略。德語有兩代關係代名詞系統，其中一套是基於定冠詞der、die、das等的，但其中的屬格形式(dessen、deren)與普通的定冠詞不盡相同，其眾數與格的形式(denen)也不相同。在歷史上這系統英語的that有。另一套系統，也是較文學並用於強調的系統，是基於代詞welcher、welche和welches的，此系統近於英語的which。就如古英語等許多日耳曼語族的語言一般，其關係代詞會根據性、數、格等做變化，它們的性與數與頭詞相同，而格則根據其在子句中的角色決定。
Das Haus, in dem Sena wohnt, ist sehr groß.
星奈住的房子很大
關係代名詞dem為中性單數形，其與名詞Haus保持一致，但因在子句中置於介詞後之故，因此關代為與格，它亦有可能以welchem取代。
然當頭詞為alles、etwas或nichts時，德語會使用一個不做變化的關代was來構造子句。
Alles, was er tut, gelingt ihm.
凡他所做的盡都順利
在德語書寫中，所有的關係子句都以逗號分格。

#### 拉丁語
在拉丁語中，關係子句置於其所修飾的名詞後方，並總以關係代名詞開頭。拉丁語的關係代名詞與關係子句頭詞的性與數保持一致，但不與其格保持一致，關係代名詞的格反映頭詞在子句中所扮演的角色，而頭詞的格則反映頭詞在包含關係子句的主句中的角色(當然關係子句和其頭詞的格可能相同)。如下所示：
Urbēs, quae sunt magnae, videntur. (意即「很大的那些城市被人看見」，quae為關係代名詞)
Urbēs, quās vīdī, erant magnae. (意即「我看見的那些城市很大」，quās為關係代名詞)
在第一個例子中，urbēs和quae皆為其所屬的句子中的主詞，因此皆為主格；且因urbēs為陰性眾數之故，quae之性與數亦為陰性眾數；在第二例中，頭詞與其關係代名詞依舊皆為陰性眾數，而urbēs依舊為主格，但quae變成了與其相對應的賓格型quās，以反映頭詞在子句中扮演vīdī這個動詞的直接受詞的角色的事。

#### 古希臘語
古希臘語(Ancient Greek)關係子句的使用規則同於拉丁語。
- αἱ πόλεις, ἃς εἶδον, μεγάλαι εἰσίν.

羅馬拼音：hai póleis, hàs eîdon, megálai eisin.
翻譯：我看見的那些城市很大
希臘語的關係代詞ὅς, ἥ, ὅ (其羅馬拼音分別為hós、hḗ和hó)與拉丁語的關係代詞沒有同源關係，古希臘語的關係代詞源自原始印歐語的*yos。在原希臘語(Proto-Greek language)中，y在母音前常變作h(此為去口音化(debuccalization)的例子)。與古希臘語關係子句同源的詞有梵語的yas、yā和yad等(梵語中o變作短音的a).
古希臘語的定冠詞ὁ, ἡ, τό (ho, hē, tó)亦有著不同的起源，其定冠詞與梵語的sa和sā以及拉丁語的is-tud同源

#### 斯拉夫語言
多數斯拉夫語族的語言其關係代名詞的使用規則同於拉丁語。以下為上述拉丁語的範例的克羅埃西亞語(此例亦可直接套用於塞尔维亚语、波斯尼亚语和蒙特內哥羅語的情況)的版本：
Gradovi, koji su veliki, se vide. (意即「很大的那些城市被人看見」)
Gradovi, koje sam vidio, su bili veliki. (意即「我看見的那些城市很大」)
第一句中的koji為主格形，而第二句中的koje為賓格形。這兩個詞分別為克羅埃西亞語陽性眾數關係代名詞的主格與賓格版本。

#### 凱爾特語言
凱爾特語族的語言有兩類關係子句，一類是直接關係子句，另一類是間接關係子句。直接關係子句用於頭詞在子句中的角色是主詞或直接受詞時；而間接關係子句則用於當頭詞在關係子句中的角色是屬格的角色或帶介詞受詞所指出的角色時。
直接關係子句透過在子句開頭放置關係代名詞(但不帶有格變化)來構造；而頭詞在子句中扮演的角色的「位置」則空缺著(空缺即語法學上所謂的「跡」(trace)，在下例中以(t)表示)。
下為一些凱爾特語言的關係子句的範例：
愛爾蘭語
| an             | fear | a                    | chonaic | (t) | mé |
| (冠詞)         | 男人 | (直接關係子句關係詞) | 看見    |     | 我 |
| 看見我的那男人 |      |                      |         |     |    |

威爾斯語
| y              | dyn  | a                    | welais |
| (冠詞)         | 男人 | (直接關係子句關係詞) | 我看見 |
| 我看見的那男人 |      |                      |        |

在威爾斯語中，直接關係子句關係詞a不語mae(意即「是」)連用，而sydd或sy則用於此情況，如下所示：
| y                      | dyn  | sy'n                    | blewog | iawn |
| (冠詞)                 | 男人 | (直接關係子句關係詞)+是 | 多毛的 | 非常 |
| 那男人的毛髮非常地濃密 |      |                         |        |      |

此外(威爾斯語)尚有一個缺陷動詞(defective verb)piau(常弱化為biau)，其意近於「某某某的」，下為其使用範例：
| y                    | dyn  | piau                    | castell | anferth |
| (冠詞)               | 男人 | (直接關係子句關係詞)+有 | 城堡    | 巨大的  |
| 那男人有座巨大的城堡 |      |                         |         |         |

間接關係子句藉由在子句開頭放置關係詞來構造；而在子句中，頭詞在子句中所扮演的角色的位置則依舊留有東西。下為其例：
愛爾蘭語
| an                   | fear | a                    | bhfuil | a    | iníon | san | ospidéal |
| (冠詞)               | 男人 | (間接關係子句關係詞) | 是     | 他的 | 女兒  | 在  | 醫院     |
| 女兒在醫院裡的那男人 |      |                      |        |      |       |     |          |

威爾斯語
| y                    | dyn  | y                    | rhois  | y      | llyfr | iddo |
| (冠詞)               | 男人 | (間接關係子句關係詞) | 我給予 | (冠詞) | 書    | 給他 |
| 我將那本書給他的男人 |      |                      |        |        |       |      |

當注意的是，在愛爾蘭語中，關係代詞和關係詞的形式皆為a，其中關係代詞致使其後的子音軟化，而關係詞則觸發「蝕變化」(eclipsis)。
直接和間接關係子句皆可單純地用於強調，它們常用於回答問題，或用作否定某個論述的一個方法。像在上述威爾斯語的範例中，「y dyn a welais」不僅意味著「我看見的那男人」，亦可意味著「他是我看見的那個男人(而非其他人)」；而「y dyn y rhois y llyfr iddo」這句亦可能意味著「他是我給予那本書的那個男人(而非其他人)」

### 閃米特語族語言

#### 希伯來語
在聖經希伯來語中，關係子句藉由asher這個詞來開頭，這詞可以是個關係代名詞，也可以是個關係詞(relativizer)。在之後的時代裡，asher這個詞可與前綴she-(此亦可用作連詞，其用法語英語的that類似)互換使用，而在現代希伯來語(Modern Hebrew)中，除了在一些正式的、仿古的或詩詞的用法當中以外，she-這個前綴已變得比asher來得普遍。在語義上，兩者是可互換的，不論句子是否是限定的、其格位在子句中為何或修飾的對象是否為人類皆然。
此外，由於希伯來語不必然用繫動詞之故，因此關係前綴she-被用以分別用於「歸屬」(attribution)的形容詞和用於「稱號」(epithet)的形容詞。如下所示：
Ha-kise l'-yad-kha. (意即「椅子在你身旁」，字面涵義：「那─椅子 在─手─你的」)
Ha-kise she-l'-yad-kha shavur. (意即「你身旁的椅子壞掉了」，字面涵義：「那─椅子 (關係前綴)-在─手─你的 壞掉了」)
(基於希伯來語有不同的方法來構造此種區別故，she-的此種用法不出現於簡單形容詞中。像例如Ha-kise adom之意為「那椅子是紅的」，而Ha-kise ha-adom shavur之意為「那紅色的椅子壞掉了」或直譯為「那椅子那紅色的壞掉了」)
1994年起，在希伯來語官方用規則中(如希伯來語科學院(Academy of the Hebrew Language)所制定的一般)，關係子句的逗號規則和英語看齊，也就是說，非限制性的子句藉由逗號來區隔，而限制性的則否，如下所示：
Ha-kise, she-ata yoshev alav, shavur. (意即「『某』張你坐的椅子壞掉了」，不限制指涉的範圍)
Ha-kise she-ata yoshev alav shavur. (意即「你坐的『那』張椅子壞掉了」，限制指涉的範圍)
然許多希伯來語的使用者依舊使用1994年之前的、基於德語規則的舊規則。除了上面所說的「簡單的形容詞片語」外，這些使用者對所有的關係子句使用逗號，不論其為限制性子句與否。如下所示：
Ha-kise, she-ata yoshev alav, shavur. (意即「你坐的椅子壞掉了」，其意可等同上面的「Ha-kise, she-ata yoshev alav, shavur.」一句或上面的「Ha-kise she-ata yoshev alav shavur.」一句)
在希伯來語的關係子句中，「一般的」人稱代詞(而非關係代名詞)並不總是消失的，它是有可能在關係子句中出現的，如下面所示：
Ha-kise, she-ata yoshev alav, shavur. (意即「你坐的那張椅子壞掉了」，直譯：「你坐在它上面的那張椅子壞掉了」)
當頭詞在關係子句中是主詞時，該人稱代詞是不用的；若頭詞在關係子句中是直接受詞時，該「一般的」人稱代詞通常是不用的，儘管用人稱代詞也是正確的(在此情況下，若不用人稱代詞時，表直接受詞(前置)介詞et也是不用的)；但頭詞在關係子句中所扮演的角色是某個帶介詞的受詞，則因希伯來語的介詞不能不與其所支配的詞分離之故，該「一般的」人稱代詞是必須使用的。當子句中使用(不是關係代名詞的)「一般的」人稱代詞時，將she-稱之為關係前綴或許會比稱之為關係代名詞還來得妥當。

#### 阿拉伯語
書面阿拉伯語有一個關係代名詞(阿拉伯語：‎ )，其各種形式的讀音分別如下：
- 陽性單數形：allaḏī
- 陰性單數形：allatī
- 陽性眾數形：allaḏīna
- 陰性眾數形：allawātī

- 陽性雙數主格形：allaḏānī
- 陽性雙數賓格/屬格形：allaḏayni
- 陰性雙數主格形：allatānī
- 陰性雙數賓格/屬格形：allataynī

此關係代名詞在使用上有兩個(不同於歐洲語言的)規則：首先，它在性、數與格方面，皆需與頭詞保持一致；此外，它僅在頭詞具限定性(definiteness)時候使用。若頭詞為非限定性的，則關係代名詞是不使用的。前一種形式阿拉伯語稱之為jumlat sila(意即「連接性句」)，後一種形式阿拉伯語稱之為jumlat sifa(意即「陳述性句」)。
以下為其用例：
al-waladu (a)lladhi ra’aytuhu fī (a)ṣ-ṣaffi ’amsi ğā’ibun al-yawma
我昨天在教室看見的那(限定)男孩今天缺席(使用關係代名詞)
hāḏā waladun ra’aytu-hu fī (a)ṣ-ṣaffi ’amsi
這是我昨天在教室看見的某個男孩(不用關係代名詞)
在通俗阿拉伯語(Demotic Arabic)中，人們傾向使用一個單一的關係代名詞的形式，而非如書面阿拉伯語般的多種形式，該單一的形式在許多口語方言中為illi，且不能省略。以下以巴勒斯坦阿拉伯語舉例，以見上句在一些口語中的形式(下以羅馬拼音標注其發音)：
- alwalad illi shuftō fi (a)ssaff embārih ghāyeb alyōm
- hāda walad illi shuftō fi (a)ssaff embārih

就如希伯來語一般，用以指稱頭詞的「一般的」人稱代詞(而非關係代名詞)會在子句中出現，因此上面的關係子句的部份字面翻譯的結果就會變為「我在教室看見他的那男孩」這樣(像ra'aituhu中的-hu和shuftō中的-ō等皆為其例)。阿拉伯語關係子句中出現該「一般的」人稱代詞的規則和希伯來語大抵相同，當頭詞在關係子句中的角色為主詞時，該「一般的」人稱代詞是不用的；而當頭詞在關係子句中所扮演的角色是某個帶介詞的受詞所指示的角色時，該「一般的」人稱代詞是必須使用的；而當頭詞在關係子句中扮演的角色是直接受詞時，該「一般的」人稱代詞是可用可不用的。它和希伯來語唯一的不同點在於，阿拉伯語口語較傾向使用該「一般的」人稱代詞而非不使用。

### 日本語族語言

#### 日語
日語不使用關係代名詞之類的東西來連結關係子句和頭詞。其關係子句往往以歸屬動詞的形式，直接置於所修飾的名詞前，並佔著(名詞前)歸屬形容詞在語法上的位置。

這 好吃的 料理
這好吃的料理

姐姐大人-主詞 做-過去時 料理
姐姐大人做的料理

巧克力螺旋麵包-受詞 吃-過去時 女孩
吃巧克力螺旋麵包的女孩
事實上，由於日語的「い形容詞」在某方面可算做不及物狀態動詞，因此可說上述的第一個例子(「このおいしいコロネ」這例子)和其他的幾個例子在事實上是相同的。此外，在日語中，一些「形容詞性」的含意，是透過只帶動詞或動詞詞組的關係子句來構造的：

發光-有 建築物
一棟發光的建築

溼 頭髮
溼的頭髮
對以關係代名詞來構造子句的語言的使用者而言，有一點會讓他們相當困惑的是，日語中有時頭詞在關係子句中所扮演的角色，是在其所用的語言中中需要以介詞來標明的，但日語中這類介詞卻常常不使用，如下例所示：

紅茶-受詞 泡 目的 熱水-受詞 燒開 茶壺
(我)煮開水以泡茶的茶壺
在此，表相關語義的介詞是不用的，而說話者則藉由與頭詞和動作等相關的「常識」以知道頭詞在子句中所扮演的角色，而這有時會導致歧義。

料理-受詞 製作 人
上句有兩個可能的解釋：
(1) 做料理的人
(2) (某人)為之做料理的人
在此例中，若沒有上下文的話，一般會將此句以(1)的解法來做解釋，但若有適當的上下文存在，則(2)的解法亦是可能的解釋。

我-主詞 文章-受詞 寫 餐廳
上句有兩個可能的解釋：
(1)我寫關於該餐廳的文章的餐廳
(2)我寫文章所在的餐廳
在沒有更多上下文資訊的狀況下，上述的(1)和(2)兩種解釋都是可能的解釋。
注意：日語書寫一般不用空格，此處為方便讀者對照故而使用空格。

### 高加索山區的語言

#### 喬治亞語
喬治亞語有兩種構造關係子句的策略，第一種和英語與拉丁語等類似，也就是將標明子句中角色的關係詞置於其頭詞後方，這關係詞可能帶有(後置)介詞，而其頭詞則可能帶有一個限定詞。如下例所示：
| (ის)                   | კაცი,     | რომელიც        | პარკში  | წავიდა, | გაზეთს    | კითხულობს |
| (is)                   | ḳac-i,    | romel-i-c      | ṗarḳ=ši | c̣avida, | gazet-s   | ḳitxulobs |
| (那.主格)              | 男人-主格 | 那-主格-關係詞 | 公園=向 | 他.去   | 報紙-與格 | 他.讀.它  |
| 那去公園的男人在讀報紙 |           |                |         |         |           |           |
| (ის)                             | ქალი,     | რომელსაც       | წერილს  | დავუწერ,          | თბილისში    | ცხოვრობს |
| (is)                             | kal-i,    | romel-sa-c     | c̣eril-s | davuc̣er,          | tbilis=ši   | cxovrobs |
| (那.主格)                        | 女人-主格 | 那-與格-關係詞 | 信-與格 | 我.將.寫.之.給.她 | 第比利斯-在 | 她.住在  |
| 那我將寫信給她的女人住在第比利斯 |           |                |         |                   |             |          |
| ჰარუჰიმ                  | (ის)      | სკამი,    | რომელზეც     | ვზივარ, | იყიდა    |
| Haruhi-m                 | (is)      | sḳam-i,   | romel=ze-c   | vzivar, | iqida    |
| 春日-作格                | (那.主格) | 椅子-主格 | 那=在-關係詞 | 我.坐   | 她.買.它 |
| 我坐的那張椅子是春日買的 |           |           |              |         |          |
除此之外，喬治亞語對關係子句尚有另一個更為口語的構造法，該構造法是透過沒有詞形變化的質詞რომ(羅馬拼音做rom)來構造的，且因其沒有詞形變化之故，因此此質詞後方通常都會加上一個格位正確的第三人稱代詞，以表頭詞在子句中的角色。在此用法中，限定詞通常會出現在頭詞前，而關係子句通常亦置於該現定詞前。如下所示：
| წერილს                           | რომ    | მას             | დავუწერ,          | ის      | ქალი      | თბილისში    | ცხოვრობს |
| c̣̣eril-s                          | rom    | mas             | davuc̣̣er,          | is      | kal-i     | tbilis=ši   | cxovrobs |
| 信-與格                          | 關係詞 | 三人稱單數.與格 | 我.將.寫.之.給.她 | 那.主格 | 女人-主格 | 第比利斯-在 | 她.住在  |
| 那我將寫信給她的女人住在第比利斯 |        |                 |                   |         |           |             |          |
| მე                       | რომ    | მასზე              | ვზივარ, | ის      | სკამი     | ჰარუჰიმ   | იყიდა    |
| me                       | rom    | mas=ze             | vzivar, | is      | sḳam-i    | Haruhi-m  | iqida    |
| 一人稱單數               | 關係詞 | 三人稱單數.與格=在 | 我.坐   | 那.主格 | 椅子-主格 | 春日-作格 | 她.買.它 |
| 我坐的那張椅子是春日買的 |        |                    |         |         |           |           |          |
此類的關係子句可能是頭詞內嵌的，也就是其頭詞可移至子句中，並根據其在子句中的角色進行詞形變化(因而沒有上例中人稱代詞的必要性)，而相關的限定詞(在此時變為代詞)則依舊置於主句中位於子句後的位置。如下例所示：
| ქალს                             | რომ    | წერილს  | დავუწერ,          | ის              | თბილისში    | ცხოვრობს |
| kal-s                            | rom    | c̣̣eril-s | davuc̣̣er,          | is              | tbilis=ši   | cxovrobs |
| 女人-與格                        | 關係詞 | 信-與格 | 我.將.寫.之.給.她 | 三人稱單數.主格 | 第比利斯-在 | 她.住在  |
| 那我將寫信給她的女人住在第比利斯 |        |         |                   |                 |             |          |

### 南島語系語言

#### 塔加洛語
塔加洛語用空缺法來構造關係子句，它藉由補語詞(na / =ng來分隔頭詞與關係子句。在下面(1a)一句中，lalaki(意即「男人」)為頭詞，而nagbigay ng bigas sa bata(意即「把飯給小孩」)則是關係子句：
| (1) | a. | lalaki             | =ng    | nagbigay      | ____ | ng    | bigas | sa    | bata |
|     |    | 男人               | 補語詞 | 主動焦點.給予 |      | 賓格  | 飯    | 與格  | 小孩 |
|     |    | 把飯給那小孩的男人 |        |               |      |       |       |       |      |
|     | b. | Nagbigay           | ang    | lalaki        | ng   | bigas | sa    | bata. |      |
|     |    | 主動焦點.給予      | 主格   | 男人          | 賓格 | 飯    | 與格  | 小孩  |      |
|     |    | 那男人把飯給小孩   |        |               |      |       |       |       |      |
關係子句中的空缺和頭詞在子句中扮演的角色和該角色在一般句子中所處的位置相若。在(1a)的範例中，空缺的位置是主詞一般所處的位置。這和(1b)中「ang lalaki」(意即「那男人」)這名詞片語所處的位置相合。
塔加洛語中，關係子句能空缺的位置是有限制的，它能空缺的位置在關係子句中必須是「主詞」所在的位置，也就是頭詞所扮演的角色，在關係子句中必須處在「主詞」的位置才行。(2)中的句子是不合語法的，因為在這些句子中，頭詞在關係子句中扮演的角色，不處在「主詞」的位置，在(2a)句中，空缺為「直接受詞」的位置；而在(2b)句中，空缺在「間接受詞」的位置。如下所示：
| (2) | a. | * | bigas              | na     | nagbigay      | ang  | lalaki | ____ | sa    | bata |
|     |    |   | 飯                 | 補語詞 | 主動焦點.給予 | 主格 | 男人   |      | 與格  | 小孩 |
|     |    |   | 那男人給小孩的飯   |        |               |      |        |      |       |      |
|     | b. | * | bata               | =ng    | nagbigay      | ang  | lalaki | ng   | bigas | ____ |
|     |    |   | 小孩               | 補語詞 | 主動焦點.給予 | 主格 | 男人   | 賓格 | 飯    |      |
|     |    |   | 那男人給予飯的小孩 |        |               |      |        |      |       |      |
若想要構造(2)中的兩句的意思，在塔加洛語利正確的方法是用(3)句裡的構造方法，在(3)句中動詞處於「被動」語態以在(3a)將直接受格的語義和在(3b)句中將間接受格的語義給「抬升」入主格中。(塔加洛語的動詞可有不只一種的「被動」語態。)
| (3) | a. | bigas              | na     | ibinigay           | ng   | lalaki | sa   | bata  |  |
|     |    | 飯                 | 補語詞 | 受詞焦點.給予      | 屬格 | 男人   | 與格 | 小孩  |  |
|     |    | 那男人給小孩的飯   |        |                    |      |        |      |       |  |
|     | b. | bata               | =ng    | binigyan           | ng   | lalaki | ng   | bigas |  |
|     |    | 小孩               | 補語詞 | 給予.處所/受詞焦點 | 屬格 | 男人   | 賓格 | 飯    |  |
|     |    | 那男人給予飯的小孩 |        |                    |      |        |      |       |  |
此外，塔加洛語的子句可和(1a)和(3)句一般，置於頭詞後，亦可向下面(4)句般置於頭詞前，或像(5)句般，以頭詞內嵌的方式來構造。
| (4) | nagbigay           | ng   | bigas | sa   | bata | na     | lalaki |
|     | 主動焦點.給予      | 賓格 | 飯    | 與格 | 小孩 | 補語詞 | 男人   |
|     | 把飯給那小孩的男人 |      |       |      |      |        |        |
| (5) | a. | nagbigay           | na     | lalaki | ng     | bigas  | sa   | bata |
|     |    | 主動焦點.給予      | 補語詞 | 男人   | 賓格   | 飯     | 與格 | 小孩 |
|     |    | 把飯給那小孩的男人 |        |        |        |        |      |      |
|     | b. | nagbigay           | ng     | bigas  | na     | lalaki | sa   | bata |
|     |    | 主動焦點.給予      | 賓格   | 飯     | 補語詞 | 男人   | 與格 | 小孩 |
|     |    | 把飯給那小孩的男人 |        |        |        |        |      |      |
在(4)句中，做為頭詞的詞lalaki(意即「男人」)是在nagbigay ng bigas sa bata(意即「將飯給小孩」)這關係子句的後方的；而在(5)句中，頭詞是在關係子句中的某處的。當注意的是，當頭詞出現在關係子句的後方或在子句中時，補語詞是出現在頭詞前方的；而當頭詞置於關係子句前時，補語詞是置於頭詞之後的。
但上述的只能對主詞的位置構造關係子句的做法是有例外的。其中一種例外的狀況牽涉到關係子句中的某名詞片語的領屬者(possessor)。
| (6) | bata           | =ng    | nasugatan   | ang  | daliri | ____ |
|     | 小孩           | 補語詞 | 傷.被動焦點 | 主格 | 手指   |      |
|     | 手指受傷的小孩 |        |             |      |        |      |
在(6)句中，做為頭詞的詞bata(意即「小孩」)是受傷手指的擁有者。而在此句中，ang daliri這名詞片語是主詞，而nasugatan(意即「受傷」)則為關係子句之動詞。
另一個例外則牽涉到對補語論元構造關係子句時。
| (7) | a. | ospital                    | (na)           | kung        | saan    | ipinanganak | si   | Konata |
|     |    | 醫院                       | 補語詞         | 疑問─補語詞 | 那裡    | 工具焦點.生 | 主格 | 泉此方 |
|     |    | 泉此方出生的醫院           |                |             |         |             |      |        |
|     | b. | Nagtanong                  | siya           | kung        | saan    | ipinanganak | si   | Konata |
|     |    | 主動焦點.問                | 三人稱單數主格 | 疑問─補語詞 | 那裡    | 工具焦點.生 | 主格 | 泉此方 |
|     |    | 她問說泉此方是在哪裡出生的 |                |             |         |             |      |        |
|     | c. | Ipinanganak                | si             | Konata      | sa      | ospital.    |      |        |
|     |    | 工具焦點.生                | 主格           | 泉此方      | 方位格  | 醫院        |      |        |
|     |    | 泉此方是在那座醫院出生的   |                |             |         |             |      |        |
|     | d. | Saan                       | ipinanganak    | si          | Konata? |             |      |        |
|     |    | 那裡                       | 工具焦點.生    | 主格        | 泉此方  |             |      |        |
|     |    | 泉此方是在哪裡生的？       |                |             |         |             |      |        |
當頭詞在子句中扮演的角色為(7a)句中一般以補語論元說明的角色時，na這個將頭詞與關係子句分隔的補語詞是選用的，而關係子句本身的構造法也不一樣。在(1a)句、(3)句到(6)句等的範例中，關係子句皆為簡單的、包含空缺的陳述句；然(7a)句中的關係子句看起來則像間接問句，並藉由kung(意即「若」)這個補語詞來開頭，並帶有一個像saan等置於動詞前的疑問詞；(7c)句是(7a)句中的關係子句的陳述句版本，同時(7c)句並指出了在一般的直陳句而非關係子句或疑問句中，ospital(意即「醫院」)在(7a)一類的關係子句中當頭詞的補語論元所在的位置；(7d)一句為(7b)這句從句(Dependent clause)間接問句(indirect question)的直接問句(direct question)版。

#### 夏威夷語
在夏威夷語中，除非關係子句很短，不然關係子句一般是避免的。
當可能的頭詞在可能的關係子句中的角色為不及物動詞的主詞或及物動詞的受詞時，夏威夷語不使用完整的關係子句而使用質詞的形式。但若當關係子句的頭詞為人、在子句中的角色為主詞且子句中的動詞為主動語態的及物動詞時，夏威夷語會使用「關係代詞」nana來構造子句。
若可能的頭詞在可能的關係子句中的角色為受詞時，則夏威夷語會使用領屬的形式來構造之，並將頭詞視為子句句子的「領屬物」就好比用「我的被看見的東西」來講「我看見的東西」和用「這裡是他們的被看見的(東西)」講「這就是他們看見的」一般。

### 安地斯山脈的語言

#### 艾馬拉語
下為艾馬拉語關係子句構造法的範例：
| thuquñap                 | punchu |
| 跳舞-不定式-第三人稱領屬 | poncho |
| 他與之跳舞的poncho       |        |

### 漢語族語言

#### 普通話
在普通話中，關係子句置於其所修飾的名詞前方，並以關係質詞「的」結尾。
若關係子句中沒有主詞但有受詞，則置於主句中的頭詞在子句中扮演主詞的角色，如下句所示：
- 證明出費馬最後定理的人是安德魯‧懷爾斯

若關係子句中沒有受詞但有主詞，則置於主句中的頭詞在子句中扮演主受詞的角色，如下句所示：
- 克里斯蒂安·哥德巴赫提出的一個猜想
- 斯特凡·巴拿赫和阿尔弗雷德·塔斯基提出的一個定理

若關係子句中沒有主詞也沒受詞，則置於主句中的頭詞在子句中可能扮演主詞或受詞的角色，有時這些角色可藉由上下文推出，尤其當該動詞主詞或受詞的其中一個必須是人類，另一個是非人類時更是如此，如下句所示：
- 喝的飲料放桌上
- 维塔利集合是用選擇公理在實數上構造出來的不可測集合

但有時也會有歧義存在，如下句所示：
- 昨天批評的人都不在這裡(「批評的人」可能是批評他人的人，也可能是被人批評的人)

消歧義後可能如下：
- 昨天批評康托在集合論方面證明的人都不在這裡

若關係子句中有主詞也有受詞時，頭詞在關係子句表其他與子句中動作相關的其他事物：
- 格里戈里·佩雷尔曼（用於）證明龐加萊猜想的技巧

### 阿爾泰語系的語言

#### 滿語
以下皆以穆鱗德的羅馬拼音轉寫表示。
在滿語中，關係子句置於名詞前，而關係子句中的動詞為現在未來時或過去時，而關係子句的主詞則處於屬格：
Kuroneko i cihala-ra niyalma
黑貓 屬格 喜歡-現在未來時 人
黑貓喜歡的人
Kuroneko be cihala-ra niyalma
黑貓 賓格 喜歡-現在未來時 人
喜歡黑貓的人
Kuroneko i sabu-ha niyalma
黑貓 屬格 看見-過去時 人
黑貓看見的人
Kuroneko be sabu-ha niyalma
黑貓 賓格 看見-過去時 人
看見黑貓的人
Kuroneko i Kirino be takaha ba
黑貓 屬格 桐乃 賓格 認識 地方
黑貓認識桐乃的地方

### 克里奧爾語

#### 夏威夷克里奧英語
夏威夷克里奧英語(Hawaiian Creole English)這個又稱夏威夷皮欽語(Hawaiian Pidgin)的、基於英語的克里奧爾語，它的人稱代詞在很多方面與英語的相似，但其用法不完全同於英語。就如同英語一般，當頭詞在英語中扮演的角色為受詞時，夏威夷克里奧英語的關係代詞是可省略的，如下所示：
Ai neva si da buk daet Kirino wen bai
我 未 見 (限定詞) 書 (關係詞) 桐乃 (過去時) 買
我沒看見桐乃買的那本書
上句中的人稱代詞亦可省略，如下所示：
Ai neva si da buk Kirino wen bai
我 未 見 (限定詞) 書 桐乃 (過去時) 買
我沒看見桐乃買的那本書
然而當頭詞在子句中的角色為主詞時，關係代名詞的使用彈性較英語來得強。在此情況下，關係代名詞可使用、也可省略、也可為其他的代詞所取代，如下所示，以下的三句其要表達的含意是相同的，其所欲表達者皆為「還有另外一個女孩也是不能保持安靜的」之意：
Get wan nada grl hu no kaen ste stil
有 一個 其他 女孩 (關係代名詞) 不 能 保持 安靜
Get wan nada grl no kaen ste stil
有 一個 其他 女孩 不 能 保持 安靜
Get wan nada grl shi no kaen ste stil
有 一個 其他 女孩 她 不 能 保持 安靜

#### 古拉語
在古拉語(Gullah language)這個通行於美國東南岸、基於英語的克里奧爾語中，一般其關係子句是不使用關代的，以下為其例：
Duh him cry out so
它 他 哭 出 如此
哭得如此大聲的是他
Enty duh dem shum dey?
不是 它 他們 看見他 那裡？
在那裡看見他的不是他們嗎？

### 人造語言

#### 世界語
世界語和很多歐洲語言一樣使用關係代名詞。世界語的關係子句的數與頭詞一致，而格則指出頭詞在關係子句中所扮演的角色。世界語關係子句的範例如下：
- fuĝis la kato, kiun ĝi ĉasis - 它追的那隻貓跑掉了(貓有一隻)
- fuĝis la katoj, kiujn ĝi ĉasis - 它追的那隻貓跑掉了(貓多於一隻)
- Putra estis la fromaĝo, kiun manĝis la rato - 那隻老鼠吃掉的那塊起士爛掉了

#### 邏輯語
邏輯語中，ke'a常在子句中用以指稱頭詞，且邏輯語的關係子句以poi等NOI類的selma'o開頭，另其關係子句常會以ku'o結尾，如下所示：
- ti poi ke'a nixli ku'o cu melbi - 是女孩子的這事物是美的。

在不造成歧義的狀況下，ku'o可省略，ke'a有時也可省略，如下所示：
- ti poi nixli cu melbi - 是女孩子的這事物是美的。

#### 昆雅語
昆雅語使用關係代名詞，其關係代名詞為ya，ya會隨頭詞的數與頭詞在子句中所扮演的角色做變化，若頭詞在關係子句中扮演的角色為主詞的角色的話，亦能使用i做為其關係代名詞，而且i不隨頭詞的數等做變化。如下所示：
- i eldar i tirner i naucor, enger i tauressë - 看著那些矮人們的那些精靈們在那座森林裡。

#### 辛達林語
辛達林語和昆雅語一樣，使用關係代名詞，其關係代名詞會依頭詞的單複數而發生變化。
辛達林語關係代名詞的單數形為i，眾數形為in或ai等，且會觸發後方單詞的子音變化。

#### 克林貢語
克林貢語的關係子句藉由在動詞後方加第九類後綴-bogh來構造，而關係子句會出現在頭詞前或頭詞後這點，則由頭詞在關係子句中所扮演的角色而定。如下所示：
- leghbogh be'Hom - 看見他的女孩
- be'Hom leghbogh - 他看見的女孩

## 腳註
1. ↑  章振邦. . 上海: 上海外语教育出版社. 1999: 30. ISBN 7810467220.
2. ↑  Kurzová, Helena.  [Relative Clauses in the Indo-European Languages]. Hamburg: Buske. 1981: 117. ISBN 3-87118-458-6. OCLC 63317519 （德语）.
3. ↑  Lehmann, Christian.  [Relative Clauses]. Language universals series ; vol. 3. Tübingen: G. Narr. 1984: 438. ISBN 3-87808-982-1. OCLC 14358164 （德语）.
4. ↑  薄冰. . 北京: 开明出版社. 2010: 373. ISBN 9787802058385.
5. ↑  薄冰. . 北京: 外语教学与研究出版社. 2005: 245. ISBN 9787560047294.
6. ↑  徐广联. . 上海: 华东理工大学出版社. 2010: 801. ISBN 9787562826866.
7. ↑  Carrol, David W.  5. Belmont: Thomson & Wadsworth. 2008.
8. ↑  Townsend, David J; Thomas G Bever. . Cambridge: MIT Press. 2001: 247–9.
9. ↑  .   [2012-07-28]. （原始内容存档于2021-02-05）.
10. ↑  McKee, Cecile; McDaniel, Dana, , Language Acquisition, 2001, 9 (2): 113–156.
11. ↑  Lehmann, C, 1986; "On the Typology of Relative Clauses", in Linguistics, vol. 24, issue 4, pp.663-680. doi:10.1515/ling.1986.24.4.663
12. ↑  EL Keenan, B Comrie, "Noun Phrase Accessibility and Universal Grammar", Linguistic Inquiry, volume 8 number 1 (Winter 1977), pp. 63-99
13. ↑  Comrie, Bernard; Language Universals and Linguistic Typology; pp. 156-163; ISBN 0-226-11434-1
14. ↑  . Liddell, Henry George; Scott, Robert; A Greek–English Lexicon at the Perseus Project
15. ↑   in Liddell and Scott
16. ↑  Alexander, W. D., Introduction to Hawaiian Grammar, Dover, 2004 (originally 1864): 45-47.
17. ↑  Sakoda, Kent, and Siegel, Jeff. Pidgin Grammar, Bess Press, 2003: pp. 102ff.
18. ↑  .   [2012-11-08]. （原始内容存档于2021-02-12）.
19. ↑  .   [2012-11-08]. （原始内容存档于2011-07-17）.
20. ↑  http://mughom.wizage.net/main.php?ID=50%5B%5D

## 外部連結
- SIL Glossary of linguistic terms - What is a relative clause? （页面存档备份，存于）